# 科霍克頓 (紐約州村)
科霍克頓（英語：Cohocton）是位於美國紐約州斯托本縣的村。

## 人口
根據2020年美國人口普查的數據，科霍克頓的面積為3.89平方千米，皆為陸地。當地共有人口703人，而人口密度為每平方千米181人。